# Derhamnsudden
Derhamnsudden (estniska: Dirhami neem) är en udde på Estlands västkust mot Östersjön. Den ligger i Nuckö kommun i Läänemaa, 80 km väster om huvudstaden Tallinn. Nordost om udden ligger Derhamnsbukten och bortom den Spithamnsudden.
Terrängen inåt land är mycket platt. Runt Derhamnsudden är det mycket glesbefolkat, med 2 invånare per kvadratkilometer. Närmaste by är Derhamn och närmaste större samhälle är Neve, 10,4 km öster om Derhamnsudden. I omgivningarna runt Derhamnsudden växer i huvudsak blandskog.